# Gaviões da Fiel
O Grêmio Recreativo Cultural e Escola de Samba Gaviões da Fiel Torcida (G.R.C.E.S. Gaviões da Fiel Torcida) é a maior torcida organizada do Sport Club Corinthians Paulista e também uma escola de samba da cidade de São Paulo. Fundada em 1969, localiza-se no bairro do Bom Retiro, contando com mais de 140 mil associados. Foi a primeira torcida organizada do Brasil a ter uma estrutura administrativa interna regida por regras estatutárias. Na Gaviões os departamentos de Carnaval e os ligados ao futebol fazem parte de uma mesma entidade.
A torcida teve um grande crescimento, e muitos de seus membros se envolveram em brigas de torcedores, o que chegou a levar o Ministério Público a pedir a extinção da entidade em 1997. A agremiação chegou a ter suspensas por liminar as suas atividades como torcida.

## História
A Gaviões foi criada em 1969, mas desde 1965 já vinham sendo realizadas reuniões entre torcedores corintianos com o objetivo de criar uma entidade que pudesse não apenas atuar como uma torcida organizada, mas também tivesse atuação na área político-administrativo do Corinthians. Seu principal objetivo, à época, era o de derrubar o dirigente Wadih Helu, presidente do clube desde 1961.
Flávio La Selva foi o sócio número um dos Gaviões da Fiel. Desde o começo, integrantes da agremiação participavam ativamente dos desfiles de escola de samba, inicialmente como uma ala da Vai-Vai, escola que também possui as mesmas cores do Corinthians. No início, a sede era numa garagem na Zona Norte, sendo transferida posteriormente para a Rua Santa Efigênia, no ano de 1974, sendo esta a primeira sede social da entidade. Em 1975 a torcida passou a desfilar no desfile oficial de blocos da cidade de São Paulo, desfile este que venceria doze vezes, em treze anos de disputa.No ano de 1978 foi inaugurada a quadra atual, no Bom Retiro.
A Gaviões passou a desfilar como escola de samba em 1989, ficando em segundo lugar no grupo 1 (atual grupo de acesso). Em 1990, terminou a disputa em nono lugar, entre dez escolas, e foi rebaixada. Porém em 1991 ganhou o Grupo de Acesso, ficando em oitavo Lugar no Grupo Especial de 1992.
Em 1993, a escola ficou em quinto lugar com o enredo A Chave do Tempo, e em 1994 a escola foi vice campeã só atrás da Rosas de Ouro campeã naquele ano.No ano seguinte sendo campeã pela primeira vez em 1995, com um enredo que até hoje é lembrado por muitos e também entre os sambistas de São Paulo, Coisa Boa é pra Sempre.
Graças ao inusitado fato de até então ser ao mesmo tempo uma escola de samba e uma torcida, a Gaviões ganhou muita visibilidade no Carnaval, não só em São Paulo, mas também atraindo a curiosidade de gente de outros estados, como o Rio de Janeiro, por exemplo, bem como ganhando a simpatia também dos torcedores do Corinthians, mesmo os que torciam para outras escolas.
Em 1996 a escola foi a quarta colocada com enredo "Quem Viver Verá o Vinte Virar" assinado pelo carnavalesco Raul Diniz. Em 1997 a Escola foi a quinta colocada com o enredo "Mundo da Rua". Já em 1998 a escola fez uma de suas muitas homenagens ao Corinthians.

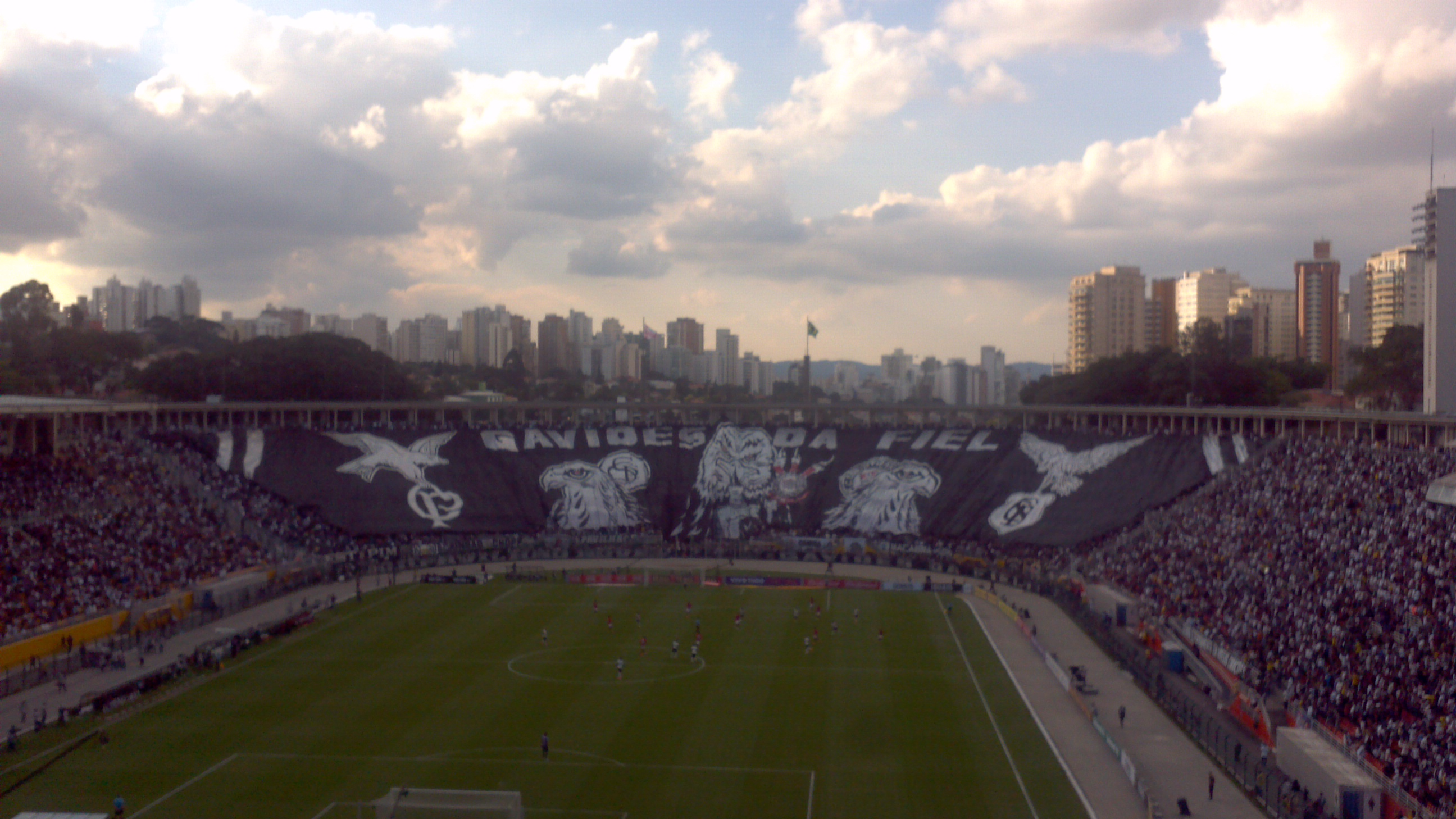
Bandeirão dos Gaviões, na última partida oficial do Corinthians realizada no Estádio do Pacaembu em 2014.

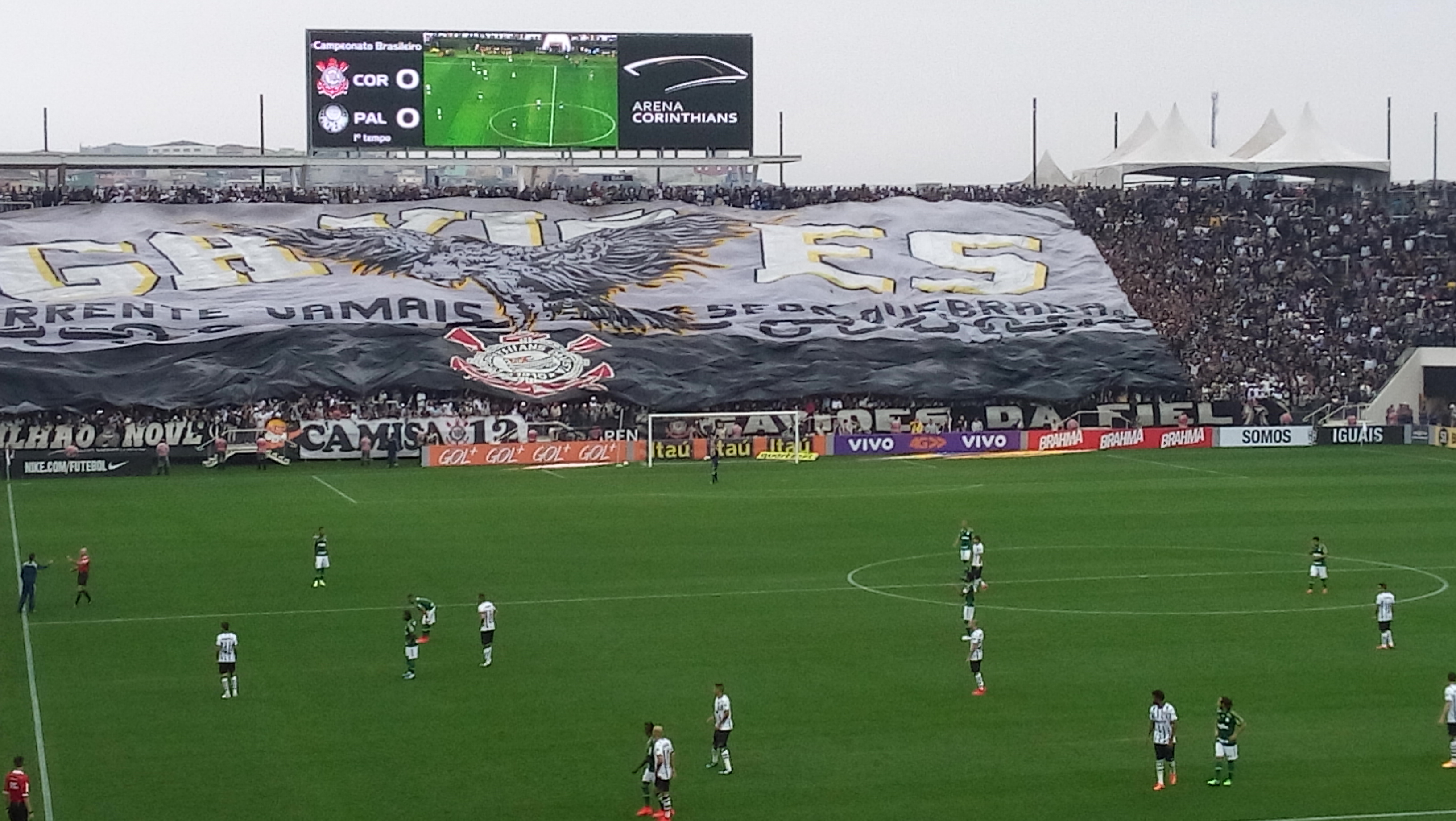
Bandeirão dos Gaviões, no Derby Paulista disputado na Arena Corinthians.

Em 1999, vence novamente o Carnaval com o enredo "O Príncipe Encoberto ou a busca de S. Sebastião na Ilha de São Luís do Maranhão", terminando empatada com a Vai-Vai. Nesse ano, teria vencido sozinha se houvesse critérios de desempate.
No ano 2000 a escola foi a última a desfilar naquela noite, apresentando o enredo "Um Voo Para a Liberdade", no Carnaval temático dos 500 anos de Descobrimento do Brasil.
Em 2001 a escola apostou num investimento muito grande sobre o seu carnaval,com carros alegóricos e fantasias com um ótimo acabamento e muito com muito luxo,além de ter sido a escola que teve o abre-alas na época mais caro do que de todos as outros escolas adversarias."Mitos e Magias na Triunfante Odisseia da Criação" que fala da origem da criação do mundo foi a aposta da escola de samba com o carnavalesco que daí então era Jorge Marcos Freitas a escola só consegui novamente um quarto lugar.Mesmo assim do título ficou com a Nenê de Vila Matilde
Em 2002, a escola teve como seu tema , Xeque-Mate, que fazia uma homenagem ao jogo de xadrez e ainda aproveitava para fazer duras críticas políticas e sociais, foi inclusive usado no horário político,assim tornou-se campeã novamente do carnaval paulistano.Saindo praticamente campeã do Anhembi.

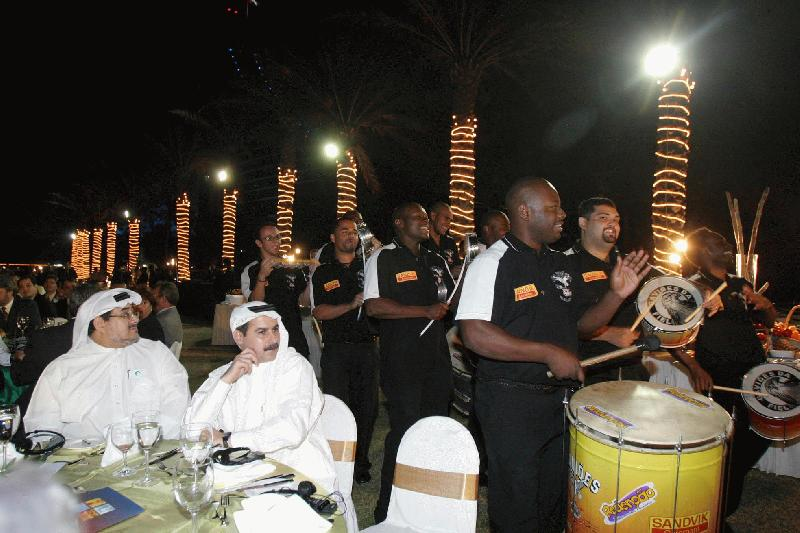
Bateria da Gaviões, em apresentação no mundo árabe

No ano de 2003 a escola sagrou-se bi-campeã do carnaval paulistano com enredo que falava sobre as cinco regiões do Brasil."As Cinco Deusas Encantadas na Corte do Rei Gavião" Novamente com a assinatura de Jorge Freitas. Para 2004, quase dez anos após o seu primeiro título no Grupo Especial e já consolidada como uma das maiores escolas de samba de São Paulo, a Gaviões da Fiel era favorita para um tricampeonato consecutivo, quando, em meio ao seu desfile sobre os 450 anos da cidade de São Paulo, um carro alegórico que falava sobre a "revolução corintiana" teve problemas no seu eixo, tendo uma alegoria que representava um jogador do Corinthians ficado presa na caixa de som e no relógio do Sambódromo, chegando até mesmo a derrubar este último. Isso fez a escola estourar o tempo em cinco minutos, perdendo oito pontos no total, além de levar algumas notas baixas no quesito evolução, terminando aquele desfile em último lugar.
Em 2005, a Gaviões teve alguns problemas novamente na saída do desfile, mas contou com a ajuda da Liga que permitiu-lhe mais tempo para começar o desfile, fazendo assim com que a escola vencesse novamente o Grupo de Acesso.
O ano de 2006 foi o primeiro em que duas escolas ligadas à torcidas organizadas estiveram ao mesmo tempo no Grupo Especial: a Gaviões (primeira a desfilar na sexta-feira) e a Mancha Verde (penúltima da madrugada de sábado para domingo). A Gaviões, porém, ganhou na Justiça o direito de participar normalmente do campeonato no Grupo Especial e a Mancha Verde então disputou sozinha durante dois anos o grupo das escolas desportivas.
Nesse ano, havia um temor entre alguns sambistas de que brigas entre torcidas organizadas pudessem atrapalhar o espetáculo. Por isso, o regulamento passou a prever que as escolas de torcida deveriam desfilar num dia em separado (no caso, a madrugada de domingo para segunda), disputando assim, num grupo à parte, o Grupo Especial das Escolas de Samba Desportivas. Porém, faltando menos de uma semana para o carnaval, a Gaviões da Fiel conseguiu uma liminar que garantia que ela disputasse o título do Grupo Especial, abrindo o desfile de sexta-feira.
Este deveria ser um desfile de recomeço, porém a escola acabou estourando o tempo regulamentar, causando perda de pontos. Na apuração, a escola ainda foi punida em mais pontos: por mostrar o escudo do Corinthians em um de seus carros alegóricos (mesmo tendo ganho na justiça o direito de exibi-lo), e por uma suposta propaganda em outro carro alegórico (a marca da empresa de geradores apareceu durante o desfile, quando deveria ter sido escondida), perdendo no total quatro pontos. A isto, somado ao fato de os jurados terem dado notas muito baixas a escola, como, por exemplo, no quesito Bateria, resultou em outro rebaixamento. A diretoria da escola, chegou a afirmar que abandonaria os desfiles de escola de samba da Liga-SP.
Em 2007, a Gaviões da Fiel desfilou pelo Grupo de acesso com quatro carros alegóricos e 3.000 componentes. O enredo dedicado ao padre José de Anchieta contribuiu para que a Gaviões da Fiel se sagrasse novamente campeã da Categoria de Acesso.
Para 2008, inicialmente havia duas possibilidades: a Gaviões deveria participar do Grupo Especial das Escolas Esportivas juntamente com a Mancha Verde, ou poderia haver a possibilidade de a escola competir no tradicional Grupo Especial, resguardada pela mesma liminar que lhe garantiu este direito em 2006. No entanto, em julho de 2007, após uma nova reunião da LigaSP, ficou decidido que tal divisão seria extinta, voltando as escolas participantes desse grupo a disputar o Grupo Especial.
Para o carnaval daquele ano, a Gaviões teve como tema a cidade de Santana do Parnaíba, que fica na região metropolitana de São Paulo. Como então campeã do grupo de acesso, foi a primeira escola a desfilar. A escola impressionou com suas alegorias e fantasias luxuosas, porém, apresentou um nível abaixo em relação a outras agremiações e, até mesmo, em relação a desfiles seus anteriores. Novamente, seus integrantes tiveram que correr no final do desfile para não ultrapassar o tempo máximo (65 min), o que resultou na perda de pontos nos quesitos evolução e harmonia. O resultado foi um tímido 11° lugar.
Para o carnaval 2009, a Gaviões trouxe o carnavalesco Zilkson Reis, vindo da Mocidade Alegre e o diretor de carnaval Igor Carneiro. Nesse ano, o enredo "O sonho comanda a vida, quando o homem sonha,o mundo avança", a escola falou da invenção da roda e homenageou seu torcedor mais ilustre e mais amado: o piloto brasileiro Ayrton Senna, que é até hoje, homenageado pelo clube, classificando-se em 4° lugar, retornando ao desfile das campeãs após 5 anos.

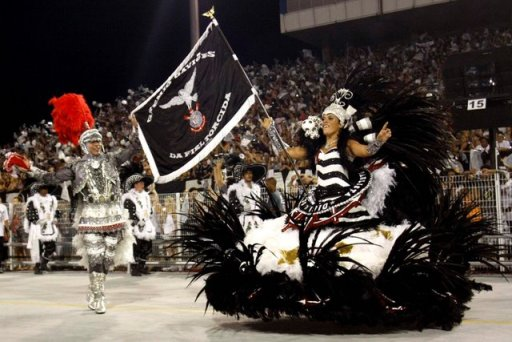
Mestre Sala e Porta Bandeira em 2010

Em 2010, a escola homenageou o centenário do Corinthians, com o enredo "Corinthians... Minha vida, minha história, meu amor!". Além disso, houve a troca de madrinha de bateria, saindo Lívia Andrade e entrando Sabrina Sato. Durante a apuração, os torcedores, revoltados com as notas do quesito Enredo, jogaram garrafas na pista do Sambódromo, após a revolta dos dirigentes da escola. A escola terminou em 5º lugar.
Em 2011, apresentou como enredo a cidade de Dubai. Mesmo não apresentando um enredo que tenha caído ao gosto da torcida, a escola fez um desfile técnico e ficou novamente com a 5ª colocação. No ano de 2012, a escola homenageou o ex-presidente do Brasil, Luiz Inácio Lula da Silva. O homenageado que se recuperava de um tumor na laringe, por recomendação médica, não participou do desfile, assistindo-o pela televisão em sua residência. Gravou, no entanto, um vídeo agradecendo a homenagem da escola, vídeo este que foi reproduzido em um telão no último carro alegórico, onde desfilou sua mulher. A bateria desfilou fantasiada de Lula operário e, ainda no recuo, se transformou em presidente. Apesar da escola ter vindo com luxo e com um enredo bem desenvolvido, teve problemas em sua evolução, obtendo uma nota 8.9, obtendo nota máxima somente em bateria e enredo.
Antes do clássico contra o Palmeiras no dia 25 de março de 2012, torcedores corintianos e palmeirenses, brigaram na Avenida Inajar de Souza, e dois palmeirenses morreram. A Federação Paulista de Futebol proibiu a Gaviões da Fiel e a Mancha Alviverde de entrarem nos estádios da cidade com qualquer material que levasse o nome dessas duas torcidas, até que o caso da briga das torcidas fosse apurado. O presidente da Gaviões, Donizete, passou 18 dias preso, acusado de omissão.
Em 2013, a escola abordou a história da propaganda e da publicidade brasileira no enredo: "Ser Fiel é a alma do negócio", desenvolvido pelo mago das cores Max Lopes. Diferente de outros anos a escola veio muito colorida. Empatou em número de pontos com a Nenê de Vila Matilde e com a X-9 Paulistana. No desempate, obteve a 9ª posição.
Ainda em fevereiro de 2013, torcedores corintianos, membros da agremiação, foram presos na Bolívia, após a tragédia no estádio de Oruro na Bolívia, onde um adolescente boliviano foi morto por um sinalizador disparado pela torcida. Em abril de 2013, a Gaviões elegeu novo presidente.
No Carnaval de 2014 homenageou um dos grandes ídolos do futebol mundial: Ronaldo Fenômeno, relembrando a história de vida do ex-atleta, sua infância pobre em Bento Ribeiro.
Para o Carnaval de 2015, a agremiação apresentou o enredo "No jogo enigmático das cartas, desvendem os mistérios e façam suas apostas, pois a sorte está lançada!", onde contou a história do baralho, levando truques e magias para o desfile. A escola empolgou o público e permaneceu em primeiro lugar durante metade da apuração, mas perdeu pontos nos quesitos Mestre-Sala e Porta-Bandeira, Fantasia e Evolução, caindo para o 9º lugar.
Em 2016 a escola levou ao Anhembi o enredo "É fantástico! Imagine, admire e sinta". A tradicional escola mostrou um belo desfile ao responder a pergunta: "o que é fantástico?". Com um grande desfile a escola levantou as arquibancadas lotadas de torcedores que esperavam ansiosos, na apuração a escola obteve algumas notas baixas principalmente em Evolução e Harmonia terminando em 7º lugar.
Para 2017, a Fiel escolheu para seu desfile, retratar os migrantes que foram para São Paulo e ajudaram no desenvolvimento da cidade. A escola mostrou como os povos de outros estados chegaram à capital paulista e fizeram da cidade seu novo lar, lembrou as dificuldades, as conquistas e a superação do povo que mesmo com o coração cheio de saudades fez de São Paulo a grande metrópole que é hoje. A escola terminou a apuração em 9º lugar chegando a estar entre as 5 primeiras colocadas, mas com alguns erros em seu desfile a Gaviões ficou fora das campeãs.
Os Gaviões da Fiel apresentaram o enredo que será levado para o Anhembi em 2018: “Guarus – Na Aurora da Criação, a Profecia Tupi... Prosperidade e Paz aos Mensageiros de Rudá” que contou, sob a visão da mitologia tupi, a saga dos índios Guarus, que deram origem ao nome do município de Guarulhos, importante cidade da região metropolitana de São Paulo. A escola fez um desfile com uma estética renovada em relação aos anos anteriores, característica do novo carnavalesco Sidnei França, já na apuração perdeu pontos em fantasias que eram esperados devidos a alguns problemas no desfile terminando assim na sétima posição na classificação final.
A escola de samba vai levar para a avenida em 2019 o enredo "A saliva do santo e o veneno da serpente", que conta a história, lendas, benefícios e malefícios do tabaco. A Fiel vai reeditar o enredo de 1994 e apresentar no próximo carnaval, no ano que foi apresentado deu para a escola o vice-campeonato. Com um desfile apoteótico a agremiação obteve bom desempenho na pista e o principal a festa nas arquibancadas, com um desfile histórico a escola esbanjou luxo nas fantasias, mas em alegorias houve falhas de acabamento, provocadas pelas fortes chuvas daquela semana. Com uma comissão de frente impactante e uma boa evolução os Gaviões fizeram um desfile não apenas histórico mas também premiado, porém acabou na nona colocação.
Para 2020, chamou a atenção por contratar o badalado carnavalesco carioca Paulo Barros, o que certamente credenciava a Gaviões ao título ou senão ao desfile das campeãs. Fez uma grande apresentação, com uma plástica belíssima e conjuntos de fantasias primorosos, no entanto, a comissão de frente, em que as fantasias dos componentes pegariam fogo, deu problema e um deles não incendiou. No entanto, para muitos, aquele seria o único ponto negativo de um desfile arrebatador. Porém, durante a apuração, a escola, mais uma vez, foi julgada com um rigor acima da média e viu a chance do título escapar logo nos primeiros quesitos. Acabou ficando com um injustíssimo 11º lugar.
A agremiação chegou a renovar com Paulo Barros, o que animou sua torcida. Só que, de forma inesperada, o carnavalesco foi substituído por Zilkson Reis tempos depois. Passado esse período de troca-troca, a Gaviões anunciou que em 2021 teria o enredo "BASTA", que falaria sobre as injustiças e protestaria sobre o preconceito. Com o adiamento dos desfiles para abril de 2022, por conta da COVID-19, os Gaviões sofreram uma baixa após as agressões ao carnavalesco responsável pelo projeto, que foi brutalmente atacado por um membro da escola. Com Zilkson afastado da função, Júlio Poloni, até então enredista, finaliza o carnaval da escola  com o apoio do diretor de barracão Fábio Lima, do diretor cênico Diego Bernardes e de outros integrantes que tomaram a frente de atividades fundamentais para a finalização do projeto na ausência de Zilkson. A Gaviões foi a segunda escola a desfilar no sábado de carnaval e estava sob a desconfiança dos amantes do samba e de torcedores por conta das recentes polêmicas envolvendo Zilkson e uma possível crise financeira, mas fez um desfile surpreendente, apesar de ter pecado na plástica de suas alegorias. Na apuração, perdeu pontos principalmente no quesito em que era julgado os carros alegóricos e ficou em 8º lugar.
Para 2023, a agremiação renovou com Júlio Poloni e contratou André Marins, que estava sem escola desde sua saída da Tom Maior, em 2020.  Ainda enfrentando dificuldades financeiras, a escola levou para a avenida o enredo "Em Nome do Pai, dos Filhos, dos Espíritos e dos Santos", exaltando a diversidade religiosa. A Gaviões ficou em 9º lugar.
O Carnaval 2024, porém, seria um novo marco na história da escola. Com o enredo "Vou te Levar pro Infinito", a Gaviões da Fiel volta a estar entre as campeãs depois de um jejum de 13 anos, ficando em 4º lugar . Com uma estética imponente, criativa e colorida, a escola propôs uma viagem lúdica pelo infinito. A comissão de frente trouxe arlequins e colombinas espaciais a bordo de uma grande astronave para embarcar nessa viagem. Este carnaval marcou a estreia de Rayner Pereira como carnavalesco. Ele atua no carnaval de São Paulo desde 2015, tendo sido assistente de artistas como Sidnei França, Paulo Barros e Paulo Menezes, passando por Mocidade Alegre, Águia de Ouro, Rosas de Ouro e a própria Gaviões da Fiel. Rodrigo Meiners, ex-carnavalesco de Mocidade Unida da Mooca e Barroca Zona Sul também assinou este desfile, fechando o trio de jovens carnavalescos ao lado de Rayner Pereira e de Júlio Poloni, que está em seu terceiro ano na escola .
Com a saída de Rodrigo Meiners, a Gaviões da Fiel vai para o Carnaval 2025 com a dupla Júlio Poloni e Rayner Pereira. Os carnavalescos trazem uma proposta ousada para esse ano, lançando o primeiro enredo de temática africana da história da escola . "Irin Ajó Emi Ojisé" explora os simbolismos das máscaras africanas, contextualizando-as a uma releitura poética e carnavalizada da própria história da África, trazendo Orumilá como personagem principal que faz uma caminhada pelo continente e vai parando de nação em nação para conhecer os rituais sagrados de máscaras de cada povo. Com um desfile praticamente impecável, a Gaviões faz o seu melhor desfile desde o último título, em 2003, e alcança a 3ª colocação .
Para o Carnaval 2026, a Gaviões da Fiel renova com os carnavalescos Júlio Poloni e Rayner Pereira  e terá Ernesto Teixeira como intérprete mais longevo do Carnaval brasileiro, após a aposentadoria de Neguinho da Beija-Flor .

## Segmentos

### Presidentes
| Mandato     | Nome                                       | Ref.          |
| ----------- | ------------------------------------------ | ------------- |
| 1969 – 1971 | Flávio Tadeu Garcia La Selva               |               |
| 1971 – 1973 | Alcides Jorge de Souza Piva (Joca)         |               |
| 1973 – 1975 | Andres Moreno Castilho                     |               |
| 1975 – 1977 | Júlio César de Toledo                      |               |
| 1977 – 1979 | Roberto Daga                               |               |
| 1979 – 1981 | Tadeu Aparecido de Souza Piva              |               |
| 1981 – 1983 | Luiz Antônio Achôa Mezher (Magrão)         |               |
| 1983 – 1985 | Avelino Leonardo Gomes (Bigode)            |               |
| 1985 – 1987 | José Lucas Amaral da Silva                 |               |
| 1987 – 1989 | Ariovaldo Aparecido da Silva               |               |
| 1989 – 1991 | Luiz Antônio Achôa Mezher (Magrão)         |               |
| 1991 – 1993 | Alex Simão Araújo                          |               |
| 1993 – 1995 | José Cláudio de Almeida Moraes (Dentinho)  |               |
| 1995 – 1997 | Paulo Eduardo Romano (Jamelão)             |               |
| 1997 – 1999 | Douglas Deungaro (Metaleiro)               |               |
| 1999 – 2001 | José Cláudio de Almeida Moraes (Dentinho)  |               |
| 2001 – 2003 | Marcelo Caetano Carreiro (Pantcho)         |               |
| 2003 – 2005 | Ronaldo Pinto                              |               |
| 2005 – 2007 | Wellington Rocha Jr. (Tonhão)              | [ 32 ]        |
| 2007 – 2009 | Herbert César Ferreira                     |               |
| 2009 – 2011 | Eduardo Araújo Fontes (Pantchinho)         |               |
| 2011 – 2013 | Antonio Alan Souza Silva (Donizete)        | [ 18 ]        |
| 2013 – 2015 | Wagner da Costa (BO)                       | [ 18 ]        |
| 2015 – 2018 | Rodrigo Fonseca (Diguinho)                 | [ 33 ]        |
| 2018 –2021  | Rodrigo Gonzalez Tapia (Digão Vila Moraes) | [ 34 ] [ 35 ] |
| 2021-2024   | Amilton Alves Brito (Padinho)              |               |
| 2024-atual  | Alexandre Domênico Pereira (Ale)           |               |

### Intérpretes
| Carnavais  | Intérprete oficial   | Referências |
| ---------- | -------------------- | ----------- |
| 1976       | Osvaldinho da Cuíca  |             |
| 1977-1979  | Serginho Bala        |             |
| 1980-1983  | Armando da Mangueira |             |
| 1984       | Thobias da Vai-Vai   |             |
| 1985-atual | Ernesto Teixeira     |             |

### Diretores
| Período             | Diretores de Carnaval                           | Diretores de Harmonia                                                                            | Mestre de Bateria    | Ref.   |
| ------------------- | ----------------------------------------------- | ------------------------------------------------------------------------------------------------ | -------------------- | ------ |
| 2009-2010-2011-2012 | Igor Carneiro                                   | Comissão de Harmonia                                                                             | Mestre Pantchinho    | [ 36 ] |
| 2013                | Dentinho e Miranda                              | Comissão de Harmonia                                                                             | Mestre Pantchinho    |        |
| 2014-2015           | Comissão de Carnaval                            | Comissão de Harmonia                                                                             | Mestre Pantchinho    |        |
| 2016                | Wagner da Costa, Márcio de Souza e Milton Silva | Regina Dercoli, Ricardo Amorim, Márcio Rodrigues e Milton Silva                                  | Mestre Pantchinho    |        |
| 2017                | Wagner da Costa, Márcio de Souza e Milton Silva | Regina Dercoli, Ricardo Amorim e Jorge Setin                                                     | Mestre Pantchinho    |        |
| 2018-2020           | Wagner da Costa e Márcio de Souza               | Regina Dercoli, Ricardo Amorim, Jorge Setin, Rogério Lencione, Maicon Oliveira e Wilton Ferreira | Mestre Ciro Castilho |        |
| 2022-atual          | Comissão de Carnaval                            | Comissão de Harmonia                                                                             | Mestre Ciro Castilho |        |

### Coreógrafos
| Período    | Nome            | Ref.          |
| ---------- | --------------- | ------------- |
| 2006-2008  | Oyama Queiroz   |               |
| 2009-2015  | Helena Figueira | [ 37 ] [ 38 ] |
| 2016       | Roberta Melo    |               |
| 2017       | Helena Figueira |               |
| 2018-2020  | Edgar Júnior    |               |
| 2022-2024  | Sérgio Cardoso  |               |
| 2025-atual | Helena Figueira |               |

### Casal de Mestre-Sala e Porta-Bandeira
| Período    | Nome                              | Ref.          |
| ---------- | --------------------------------- | ------------- |
| 1994-2007  | Michel e Ildely                   |               |
| 2008-2014  | Dorgival (Bozó) e Gislene (Gi)    | [ 37 ] [ 39 ] |
| 2015-2019  | Wagner Araujo e Adriana Modjian   | [ 40 ] [ 41 ] |
| 2020-2023  | Wagner Araujo e Gabriela Mondjian | [ 42 ]        |
| 2024-atual | Wagner Araujo e Carolline Barbosa |               |

### Corte de Bateria

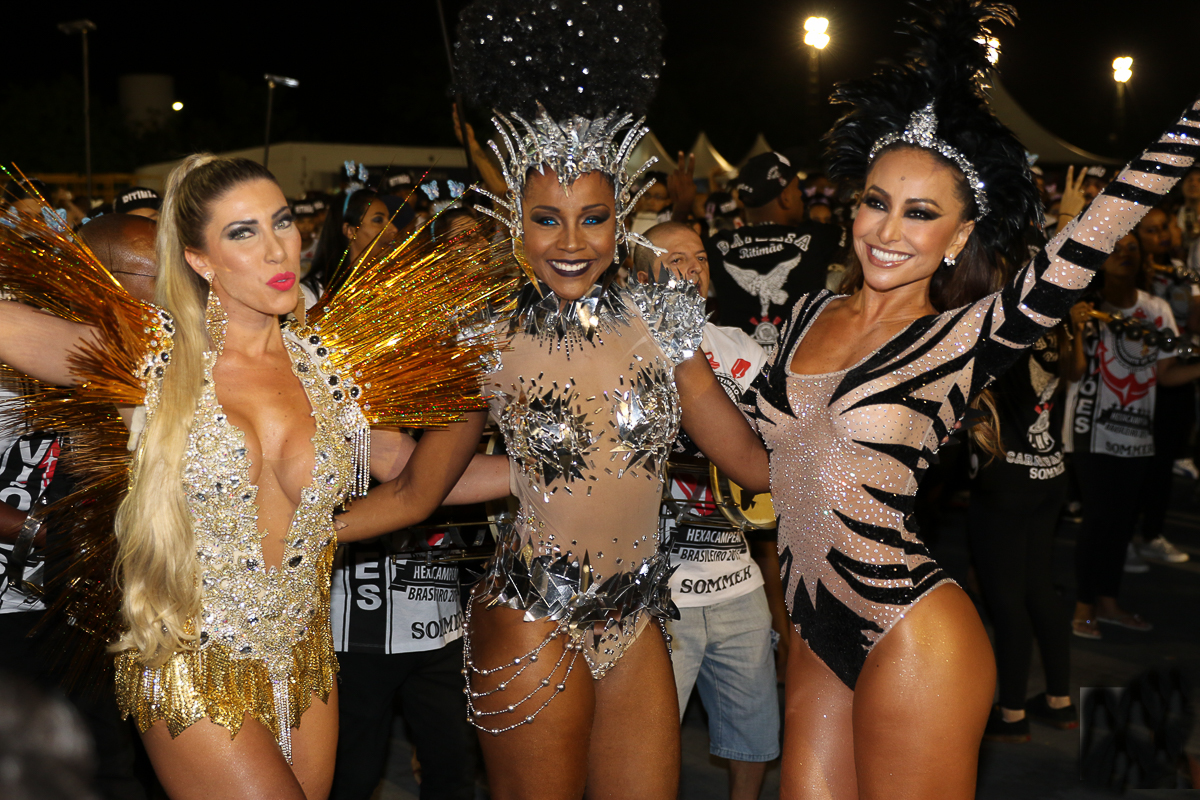
Da esquerda para a direita: Tatiane Minerato, Thainara Primo e Sabrina Sato em 2016

| Período    | Rainha           | Madrinha         | Musa           | Imperatriz     | Ref.          |
| ---------- | ---------------- | ---------------- | -------------- | -------------- | ------------- |
| 1990-1998  | Adriana Borges   |                  | Ana Farias     |                |               |
| 1999–2002  | Juliana Oliveira |                  |                |                | [ 43 ]        |
| 2003–2005  | Lívia Andrade    | Juliana Oliveira |                |                | [ 43 ]        |
| 2006–2008  | Lívia Andrade    |                  | Tati Minerato  |                |               |
| 2009       | Tati Minerato    | Lívia Andrade    |                |                |               |
| 2010–2014  | Tati Minerato    | Sabrina Sato     |                |                | [ 44 ]        |
| 2015–2016  | Tati Minerato    | Sabrina Sato     | Thainara Primo |                | [ 45 ]        |
| 2017       | Tati Minerato    | Sabrina Sato     | Thainara Primo | Renatta Teruel | [ 46 ]        |
| 2018       |                  | Sabrina Sato     |                |                | [ 47 ] [ 48 ] |
| 2019–atual | Sabrina Sato     |                  |                |                | [ 49 ]        |

## Títulos
| Títulos Gaviões da Fiel | Títulos Gaviões da Fiel | Títulos Gaviões da Fiel | Títulos Gaviões da Fiel                                                |
|                         | Divisão                 | Total                   | Ano                                                                    |
| ----------------------- | ----------------------- | ----------------------- | ---------------------------------------------------------------------- |
|                         | Grupo Especial          | 4                       | 1995, 1999, 2002 e 2003                                                |
|                         | Grupo de Acesso         | 3                       | 1991, 2005, 2007                                                       |
|                         | Bloco Especial          | 12                      | 1976, 1977, 1978, 1979, 1981, 1982, 1983, 1984, 1985, 1986, 1987, 1988 |

## Carnavais
| Ano  | Colocação | Grupo | Enredo | Carnavalesco | Ref.          |
| 1976 | Campeã | Bloco especial | Vai Corinthians Compositores: Osvaldinho da Cuíca e Papeti | Comissão de Carnaval                                                                                                   |               |
| 1977 | Campeã | Bloco especial | Gaviões no Reino da Assombração Compositores: Carioca, Dióceles Pereira e Moisés Pereira das Neves | Comissão de Carnaval                                                                                                   |               |
| 1978 | Campeã | Bloco especial | Campeão dos Campeões Compositores: Osvaldinho da Cuíca e Jangada | Comissão de Carnaval                                                                                                   |               |
| 1979 | Campeã | Bloco especial | Folias da Vovó Compositores: Osvaldo Arouche e Criolé | Comissão de Carnaval                                                                                                   |               |
| ---- | --- | --- | --- | --- | ------------- |
| 1980 | Vice-campeão | Bloco especial | Corinthians, turbilhão de Alegria Compositores: Osvaldo Arouche e Valter Pinho | Comissão de Carnaval                                                                                                   |               |
| 1981 | Campeã | Bloco especial | Folias de Momo Compositores: Armando da Mangueira e Jangada | Comissão de Carnaval                                                                                                   |               |
| 1982 | Campeã | Bloco especial | Folias de Zé Pereira Compositores: Armando da Mangueira e Jangada | Comissão de Carnaval                                                                                                   |               |
| 1983 | Campeã | Bloco especial | Fique Bem Comportado e Será Lembrado Compositores: Armando da Mangueira e Osvaldo Arouche | Comissão de Carnaval                                                                                                   |               |
| 1984 | Campeã | Bloco especial | Não Temos Tema Para Não Criar Problemas Compositores: Armando da Mangueira e Osvaldo Arouche | Comissão de Carnaval                                                                                                   |               |
| 1985 | Campeã | Bloco especial | Jubileu de Diamantes Compositores: Armando da Mangueira e Osvaldo Arouche | Comissão de Carnaval                                                                                                   |               |
| 1986 | Campeã | Bloco especial | Será Que Vem? Compositores: Biro dos Gaviões e Toninho de Carvalho | Comissão de Carnaval                                                                                                   |               |
| 1987 | Campeã | Bloco especial | Do Jeito Que Vier eu Traço Compositores: José Rifai e Clay | Comissão de Carnaval                                                                                                   |               |
| 1988 | Campeã | Bloco especial | Palhaços e Palhaçadas Compositores: José Rifai e Bigu | Comissão de Carnaval                                                                                                   | [ 50 ]        |
| 1989 | Vice-campeã | Acesso | O Preto e Branco na Avenida Compositores: Biro, Xavier, Frutuoso, Deolindo e Baixinho Do Banjo | Comissão de Carnaval (Caio, Minoru e Tina)                                                                             | [ 51 ]        |
| 1990 | 9° lugar | Especial | O Homem Nasceu Para Voar Compositores: Pantera e Rogério PC | Comissão de Carnaval (Caio, Minoru e Tina)                                                                             | [ 52 ]        |
| 1991 | Campeã | Acesso | A Dança das Horas Compositor: Grego | Raul Diniz | [ 53 ]        |
| 1992 | 8° lugar | Especial | Cidade Aquariana Compositor: Grego | Raul Diniz | [ 54 ]        |
| 1993 | 6° lugar | Especial | A Chave no Tempo Compositor: Grego | Raul Diniz | [ 55 ]        |
| 1994 | Vice-campeã | Especial | A Saliva do Santo e o Veneno da Serpente Compositores: Grego e Magal | Raul Diniz | [ 56 ]        |
| 1995 | Campeã | Especial | Coisa Boa é Para Sempre Compositor: Grego | Raul Diniz |               |
| 1996 | 4° lugar | Especial | Quem Viver Verá o Vinte Virar Compositores: Alemão do Cavaco, Luis Carlos Lopes e Luis Eduardo Gomes | Raul Diniz |               |
| 1997 | 5° lugar | Especial | O Mundo da Rua Compositor: Grego | Raul Diniz | [ 57 ]        |
| 1998 | 5° lugar | Especial | Corinthians Meu Mundo é Você Compositores: Alemão do Cavaco, José Rifai e Ernesto Teixeira | Roberto Szaniecki |               |
| 1999 | Campeã | Especial | O Príncipe Encoberto ou a Busca de Dom Sebastião na Ilha de São Luís do Maranhão Compositor: Grego | Roberto Szaniecki | [ 10 ]        |
| 2000 | Vice-campeã | Especial | Um Voo Para a Liberdade Compositores: Zé Rifai, Alemão do Cavaco, Ernesto Teixeira e Armando da Mangueira | Jorge Freitas |               |
| 2001 | 3° lugar | Especial | Mitos e Magias na Triunfante Odisseia da Criação Compositores: José Rifai, Alemão do Cavaco e Ernesto Teixeira | Jorge Freitas |               |
| 2002 | Campeã | Especial | Xeque-Mate Compositores: José Rifai e Alemão do Cavaco | Jorge Freitas |               |
| 2003 | Campeã | Especial | As Cinco Deusas Encantadas na Corte do Rei Gavião Compositor: Grego | Jorge Freitas |               |
| 2004 | 16° lugar | Especial | Ideias e Paixões: Combustível das Revoluções Compositores: Binho e Claudinho | Roberto Szaniecki |               |
| 2005 | Campeã | Acesso | Renasce, sacode a poeira e dá a volta por cima Compositores: José Rifai, Ernesto Teixeira, Alemão do Cavaco e Grego | Jorge Freitas |               |
| 2006 | 15° lugar | Especial | Asas da Fascinação Compositores: Ernesto Teixeira e Alemão do Cavaco | Jorge Freitas |               |
| 2007 | Campeã | Acesso | Anchieta, José do Brasil Compositores: Binho e Claudinho | Jorge Freitas |               |
| 2008 | 11° lugar | Especial | Nas asas dos Gaviões, rumo ao portal dos Sertões - Santana de Parnaíba, berço de Bandeirantes Compositor: Fabinho Do Cavaco | Mauro Quintaes |               |
| 2009 | 4° lugar | Especial | O sonho comanda a vida, quando o homem sonha o mundo avança. A fantástica velocidade da roda para evolução humana. É pura adrenalina! Compositores: Fabinho do Cavaco, João 10, Moraes e Juninho Mascarenhas                                                                                          | Zilkson Reis |               |
| 2010 | 5° lugar | Especial | Corinthians... Minha vida, minha história, meu amor Compositores: Luciano Costa, Fadico, Araken, Flávio Rocha, Gustavo Henrique e Júnior Fionda | Zilkson Reis |               |
| 2011 | 5° lugar | Especial | Do Mar Das Pérolas e das Areias do Deserto à Cidade do Futuro - Dubai, O Sonho do Rei Maktoum Compositores: Luciano Costa, Araken Fadico, Flávio Rocha, Tité e Wellington Gonçalves | Zilkson Reis |               |
| 2012 | 9° lugar | Especial | Verás que o filho fiel não foge à luta. Lula o retrato de uma nação! Compositores: Grandão, Batata, Netinho, Max, Dentinho, Luciano, Mariano Araújo e Magrão R1 | Comissão de Carnaval (Igor Carneiro, Delmo de Moraes e Fábio Lima)                                                     | [ 58 ]        |
| 2013 | 9° lugar | Especial | Ser Fiel é a alma do negócio Compositores: José Rifai, Ernesto Teixeira, André União, Fadico, Murillo, Alex, Bruno Muleki | Max Lopes | [ 59 ]        |
| 2014 | 10º lugar | Especial | R9 – O Voo Real do Fenômeno Compositores: José Rifai, Ernesto Teixeira, Grandão, Preto, Cainã, Sukata, Netinho da Carioca e Max | Zilkson Reis | [ 60 ]        |
| 2015 | 9° lugar | Especial | No jogo enigmático das cartas, desvendem os mistérios e façam suas apostas, pois a sorte está lançada! Compositores: Danilo Garcia, Dom Álvaro, Eduardo Nery, Rodrigo Pezão, Tadeu Paulista, Gustavinho Oliveira, Caio Alves e Rafael Tinguinha                                                       | Zilkson Reis | [ 61 ]        |
| 2016 | 7º lugar | Especial | É Fantástico! Imagine, admire e sinta! Compositores: Luciano Costa, Bruno Muleki, Alex, Nascimento, Fadico, Josemar Manfredini, Xico e Júnior | Zilkson Reis | [ 62 ]        |
| 2017 | 9º lugar | Especial | Com as mãos e a garra de um povo sonhador, surge o contraste de uma nova metrópole - Sampa, lugar de sonhos, oportunidades e esperança Compositores: Moraes, Lubé LK, Renato do Pandeiro, Edmílson, Rogério, Maurição, Gledão e Vini                                                                  | Zilkson Reis | [ 63 ]        |
| 2018 | 7º lugar | Especial | Guarus – Na aurora da criação, a profecia Tupi…Prosperidade e paz aos mensageiros de Rudá Compositores: Luciano Costa, Bruno Muleki, Totonho, Alex, Fabio Palácio, Neto, Reinaldo Jr. e Fadico | Sidnei França | [ 64 ]        |
| 2019 | 9° lugar | Especial | A Saliva do Santo e o Veneno da Serpente (Reedição do carnaval de 1994) Compositores: Grego e Magal. | Sidnei França | [ 23 ]        |
| 2020 | 11º lugar | Especial | Um não sei que, que nasce não sei onde, vem não sei como e explode não sei porquê... Compositores: Rafael Falanga, Luciano Rosa, Biro-Biro, Portugal e William Tadeu. | Paulo Barros e Paulo Menezes                                                                                           | [ 65 ]        |
| 2021 | Inicialmente adiados para o mês de julho, os desfiles do Carnaval 2021 foram cancelados devido a pandemia de Covid-19. | Inicialmente adiados para o mês de julho, os desfiles do Carnaval 2021 foram cancelados devido a pandemia de Covid-19. | Inicialmente adiados para o mês de julho, os desfiles do Carnaval 2021 foram cancelados devido a pandemia de Covid-19. | Inicialmente adiados para o mês de julho, os desfiles do Carnaval 2021 foram cancelados devido a pandemia de Covid-19. | [ 66 ]        |
| 2022 | 8º lugar | Especial | Basta! Compositores: Grandão, Sukata, Jairo Roizen, Morganti, Guinê, Xérem, Claudio Gladiador, Ribeirinho, Claudinho, Meiners, Luciano Costa, Felipe Yaw, Marcelo Adnet, Fadico, Júnior Fionda, Lequinho, Fábio Palácio, Leonel Querino, Altemir Magrão, Marcelo Valente, Sandro Lima e Rodrigo Dias. | Zilkson Reis e Júlio Poloni                                                                                            | [ 67 ] [ 68 ] |
| 2023 | 9º lugar | Especial | Em nome do Pai, dos Filhos, dos Espíritos e dos Santos… Amém! Compositores: A. Filosofia, Araken, Armênio Poesia, Bruno Jaú, Fabinho do Cavaco, Maestro Jota Ilhabela, Nando do Cavaco e Sebastian.                                                                                                   | André Marins e Júlio Poloni                                                                                            | [ 69 ] [ 70 ] |
| 2024 | 4º lugar | Especial | Vou Te Levar Pro Infinito Compositores: Grandão Sukata, Guga Pacheco, Claudio Mattos, Juliano Souza da Cuíca, Japa Ovelha JB. | Júlio Poloni, Rayner Pereira e Rodrigo Meiners                                                                         | [ 71 ] [ 72 ] |
| 2025 | 3º lugar | Especial | Irin Ajó Emi Ojisé - A Viagem do Espírito Mensageiro Compositores: Grandão, Sukata, José Rifai, Ovelha JB, Juliano, Guga Pacheco, Gabriel Lima, Japa Mooca, Wesley, Morganti, Andrezinho, B. Cardoso, Gladzik, Renne Rocha e Dentinho do Morro.                                                       | Júlio Poloni e Rayner Pereira                                                                                          | [ 73 ]        |
| 2026 | | Especial | Vozes Ancestrais para um Novo Amanhã | Júlio Poloni e Rayner Pereira                                                                                          | [ 74 ]        |

## Premiações
| Troféu Nota 10         | Troféu Nota 10 | Troféu Nota 10      | Troféu Nota 10 |
| Ano                    | Categorias / Premiados | Referência          |                |
| ---------------------- | --- | ------------------- | -------------- |
| 2000                   | Alegorias | [carece de fontes?] |                |
| 2000                   | Samba-enredo ("Um Voo Para a Liberdade" - Compositores: Zé Rifai, Alemão do Cavaco, Ernesto Teixeira e Armando da Mangueira) | [carece de fontes?] |                |
| 2000                   | Enredo | [carece de fontes?] |                |
| 2001                   | Comissão de Frente | [carece de fontes?] |                |
| 2001                   | Alegorias | [carece de fontes?] |                |
| 2002                   | Ala das Baianas | [carece de fontes?] |                |
| 2002                   | Alegorias | [carece de fontes?] |                |
| 2003                   | Melhor Escola | [carece de fontes?] |                |
| 2003                   | Fantasia | [carece de fontes?] |                |
| 2003                   | Harmonia | [carece de fontes?] |                |
| 2003                   | Letra do Samba | [carece de fontes?] |                |
| 2003                   | Melodia | [carece de fontes?] |                |
| 2005 (Grupo de Acesso) | Alegorias | [carece de fontes?] |                |
| 2005 (Grupo de Acesso) | Ala das Baianas | [carece de fontes?] |                |
| 2005 (Grupo de Acesso) | Destaque de Luxo | [carece de fontes?] |                |
| 2005 (Grupo de Acesso) | Fantasias | [carece de fontes?] |                |
| 2007 (Grupo de Acesso) | Samba-enredo ("Anchieta, José do Brasil" - Compositores: Binho e Claudinho)                                                  | [carece de fontes?] |                |
| 2012                   | Enredo | [carece de fontes?] |                |
| 2012                   | Bateria | [carece de fontes?] |                |
| 2013                   | Ala das Crianças | [ 75 ]              |                |
| 2015                   | Bateria | [ 76 ]              |                |
| 2015                   | Mestre-Sala e Porta-Bandeira                                                                                                 | [ 76 ]              |                |
| 2015                   | Comissão de Frente | [ 76 ]              |                |
| 2015                   | Sambista Nota 10 | [ 76 ]              |                |
| 2020                   | Comissão de Frente | [ 77 ]              |                |
| 2020                   | Velha Guarda | [ 77 ]              |                |

### Outros prêmios
| Ano  | Prêmio               | Categoria / premiados | Ref.   |
| ---- | -------------------- | --- | ------ |
| 2018 | Estrela do Carnaval  | Melhor Samba-enredo ("Guarus – Na aurora da criação, a profecia Tupi…Prosperidade e paz aos mensageiros de Rudá" - Compositores: Luciano Costa, Bruno Muleki, Totonho, Alex, Fabio Palácio, Neto, Reinaldo Jr. e Fadico.) | [ 78 ] |
| 2019 | Estrela do Carnaval  | Desfile do Ano | [ 79 ] |
| 2019 | Estrela do Carnaval  | Melhor Samba-enredo ("A Saliva do Santo e o Veneno da Serpente" - Compositores: Grego e Magal.) | [ 79 ] |
| 2019 | Prêmio SASP Carnaval | Melhor Desfile | [ 80 ] |
| 2019 | Prêmio SASP Carnaval | Comissão de frente | [ 80 ] |
| 2019 | Prêmio SASP Carnaval | Samba-enredo ("A Saliva do Santo e o Veneno da Serpente" - Compositores: Grego e Magal.) | [ 80 ] |
| 2019 | Prêmio SRzd Carnaval | Comunicação com o Público | [ 81 ] |
| 2019 | Prêmio SRzd Carnaval | Comissão de frente | [ 81 ] |
| 2019 | Prêmio SRzd Carnaval | Samba-enredo ("A Saliva do Santo e o Veneno da Serpente" - Compositores: Grego e Magal.) | [ 81 ] |
| 2020 | Estrela do Carnaval  | Conjunto de Alegorias | [ 82 ] |
| 2020 | Prêmio SASP Carnaval | Desfile do Ano | [ 83 ] |
| 2020 | Prêmio SASP Carnaval | Comissão de frente | [ 83 ] |
| 2020 | Prêmio SASP Carnaval | Ala das Baianas | [ 83 ] |